# Michałówka (Mołdawia)
Michałówka (rum. Mihailovca, ros. Михайловка) – wieś o spornej przynależności państwowej (de iure Mołdawia, de facto Naddniestrze), w rejonie Rybnica, nad Dniestrem.
W czasach Rzeczypospolitej wieś leżała w województwie bracławskim. Była własnością m.in. Koniecpolskich i Lubomirskich. Odpadła od Polski w wyniku II rozbioru.